# セルフカバー
セルフカバー（self-cover）は、日本でポピュラー音楽の分野で使われる和製英語で、他人へ提供した曲をあらためて自分自身で演奏、歌唱して発表するもの、また広い意味ではアーティストが一度発表した曲を新たに録音し直し発表することである。
以前の録音を使いアレンジを変えるのはリミックスと言い区別する。
和製英語なので英語圏では通用しない（無理に訳すなら"reinterpretation":再解釈）。
英語圏で"self-cover"は本や雑誌など印刷物の表紙と中身が同じ素材であることを意味する。これを日本語では共紙（ともがみ）、より厳密には共紙表紙といい、中身と表紙を別に印刷する"plus cover/separate cover"と異なり安価に印刷できる利点があるため、宣伝用の薄い冊子や新聞によく用いられる。

## 解説
日本のシンガー・ソングライターによるセルフカバーで特に有名なものでは、SMAPがヒットさせた「世界に一つだけの花」を後に同曲のプロデュースを手掛けた槇原敬之が自身の歌唱で発表したもの、イギリスの人気グループ・ブルーが歌った「THE GIFT」を作詞・作曲した槇原敬之自身が「僕が一番欲しかったもの」として発表したものや、松本英子の「Squall」を製作者の福山雅治がリアレンジして自身で発表したものなどが挙げられる。
今日では、作詞家のみ、作曲家のみといった者が楽曲提供を行うことが減ってきたため、このセルフカバーも増える傾向にある。有名シンガーソングライターが曲を書いたということでのヒットと、製作者自身の歌唱によるヒットという二重の利益が見込める点でも需要がさらに高くなっているといえる。
また、サザンオールスターズ、大滝詠一、あいみょんのようにライブのみで自身の提供曲を歌う場合もある。ただし、この場合はソフトウェア化の希望が殺到するのでアーティストの意向とは別に大半が後に音源化されてしまうという状況も生んでいる。このことについてサザンの桑田佳祐は、自身の作った「恋人も濡れる街角」のセルフカバーのソフト化の希望が多いということで、「（中村）雅俊のライブ行けよ〜!」とラジオでコメントしている。
テレビ番組などでセルフカバーの定義を説明する際、過去の自分のヒット曲を再び歌い直すことと紹介されることがあるが、それは正確にはリメイクであり、本来のセルフカバーの意味は提供曲を自分で歌うことである。過去の例を見ると、1980年代から2000年代まで浜田省吾がバラード・コレクション4部作として、セルフカバー・アルバムを発表している。一方、Mr.Childrenの桜井和寿が自身の楽曲をBank Bandとして再演する等のケースが増えてきたため、定義が次第に曖昧になりつつある。
作詞者と作曲者が違う場合、作詞者と作曲者が別々にセルフカバーする場合がある。有名な物としては、SMAPの「夜空ノムコウ」を作詞者のスガシカオ、作曲者の川村結花がそれぞれセルフカバーしている。
また歌唱者が声優の場合、ある持ち役名義で歌唱した楽曲を別の持ち役名義で歌うことがあり、その場合カバー元とは全く別の声質で歌い上げることもある。一例としては、「ウマ娘 プリティーダービー」の「うまぴょい伝説」をスペシャルウィーク・エアグルーヴ・タマモクロス役で出演していた和氣あず未・青木瑠璃子・大空直美が、「アイドルマスター シンデレラガールズ スターライトステージ」で同作における持ち役である片桐早苗・多田李衣菜・緒方智絵里名義でセルフカバーしている。
セルフカバーは最初のリリースから一定期間経過してから行うものという認識があるが、DEENの「このまま君だけを奪い去りたい」のリリースから1か月後に、作詞家の上杉昇が所属するWANDSがセルフカバー曲を収録したアルバムをリリースするというケースもある。
セルフカバーの歴史としては概ね、以前のような作曲家・歌手の分業制が崩れてから行われる例が目立っているが、昔の作曲家においても古賀政男のようにセルフカバーアルバムを発売した者もいる。
海外では1960年代前半を中心に作曲家として大活躍したキャロル・キングが1970年代にシンガー・ソングライターとして多くのセルフカバーを発表している。

## 主な例

### セルフカバーであるシングル
- キャンディーズ「春一番」（1976年） - オリジナルは1975年
- 美川憲一「新潟ブルース」（1981年） - オリジナルは1967年
- 千昌夫「夕焼け雲(新)」（1983年） - オリジナルは1976年
- 前川清「恋唄」（1989年） - オリジナルは1972年(内山田洋とクール・ファイブとして発売)
- 水前寺清子「三百六十五歩のマーチ」（1991年） - オリジナルは1968年
- 中島みゆき「時代／最後の女神」（1993年） - オリジナルは1975年
- 杉良太郎「君は人のために死ねるか」（1996年） - オリジナルは1980年
- シャ乱Q「新・ラーメン大好き小池さんの唄」（2000年）、「シングルベッド」（2013年） - オリジナルは前者が1992年（アルバム「炸裂!へなちょこパンチ」収録曲「ラーメン大好き小池さんの唄」）、後者が1994年
- 北島三郎「流転笠」（2001年） - オリジナルは1988年（シングル「がまん坂」B面）
- ヴィレッジ・シンガーズ「亜麻色の髪の乙女/バラ色の雲」（2003年） - オリジナルは前者が1968年、後者が1967年
- 堀内孝雄「カラスの女房」（2004年） - オリジナルは1998年
- 瀬川瑛子「忘れ宿」（2005年） - オリジナルは1983年
- DEEN「このまま君だけを奪い去りたい/翼を広げて」 （2005年） - オリジナルは1993年

### セルフカバーを中心としたアルバム
- 井上忠夫『TEN YEARS AFTER 〜さらにGSを見つめて〜』（1977年）
- さだまさし『私花集（アンソロジィ）』（1978年）『帰郷』（1986年）
- 中島みゆき『おかえりなさい』（1979年）『御色なおし』(1985年）『回帰熱』（1989年）『時代-Time goes around-』（1993年）『おとぎばなし-Fairy Ring-』（2002年）『ララバイSINGER』（2006年）
- 尾崎亜美『POINTS』（1983年）『POINTS-2』(1986年）『POINTS-3』(1992年）『PIA NOIR』（2002年）『ReBORN』(2009年)
- 来生たかお『Visitor』（1983年）『LABYRINTH』（1984年）
- 井上陽水『9.5カラット』（1984年）
- 谷村新司『素描-Dessin-』（1986年）『Best Request』（1991年）
- 財津和夫『Z氏の悪い趣味』(1987年)『CALL』（1992年）
- 竹内まりや『REQUEST』（1987年）『Denim』（2007年）
- 小椋佳『RE BEST』（1991年）『風韻〜提供楽曲セルフカヴァー集〜』（2005年）
- 小室哲哉『Hit Factory』（1992年）
- 織田哲郎『Songs』（1993年）『MELODIES』（2006年）
- 安部恭弘『PASSAGE』（1994年）
- 大沢誉志幸『Collage』（1994年）『大澤誉志幸Song Book』（2017年）
- 小田和正『LOOKING BACK』（1996年）
- 吉田拓郎とLOVE LOVE ALL STARS『みんな大好き』(1997年)
- CHAGE and ASKA『STAMP』（2002年）
- 松任谷由実『Yuming Compositions: FACES』(2003年)
- つんく♂ 『TAKE1』(2004年)
- 川江美奈子『letters』（2008年）『letters2〜愛に帰ろう〜』（2011年）
- キリンジ『SONGBOOK 〜Connoisseur Series〜』（2011年）
- 玉置浩二『Offer Music Box』（2012年）
- 小坂明子『懐想 linked to 40yrs.』（2013年）
- 村田和人『Treasures in the BOX』（2013年）
- 椎名林檎『逆輸入 〜港湾局〜』（2014年）『逆輸入 〜航空局〜』（2017年）
- 大滝詠一『DEBUT AGAIN』（2016年）
- オーイシマサヨシ『仮歌』（2017年）『仮歌II』（2019年）
- 徳永暁人『Route 109』 （2020年）
- 工藤静香『感受 Shizuka Kudo 35th Anniversary self-cover album』（2022年）

藤山一郎や春日八郎など、戦前からSP盤時代の歌手が昭和40年代になり、ステレオ録音による代表曲のセルフカバーを行った例が多数ある。また、歌手がレコード会社を移籍した際、移籍先で発売されるベスト盤に過去の曲が収録される場合に権利問題等の理由により、オリジナル音源ではなく移籍先での新録音音源で収録されるケースも少なくないが、こうした例も広い意味でセルフカバーと言える。